# Ladugårdslandstull

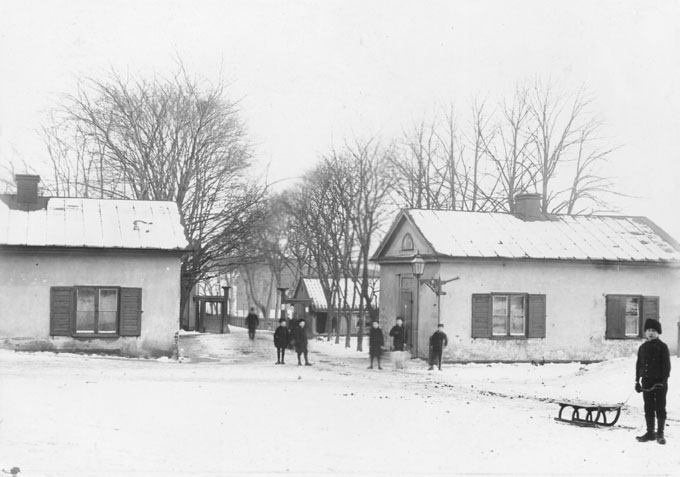
Tullens grindstugor år 1892.

Ladugårdslandstullen var en stadstull som låg mitt på nuvarande Karlaplan på Östermalm, dåvarande Ladugårdslandet, i Stockholm.

## Historik

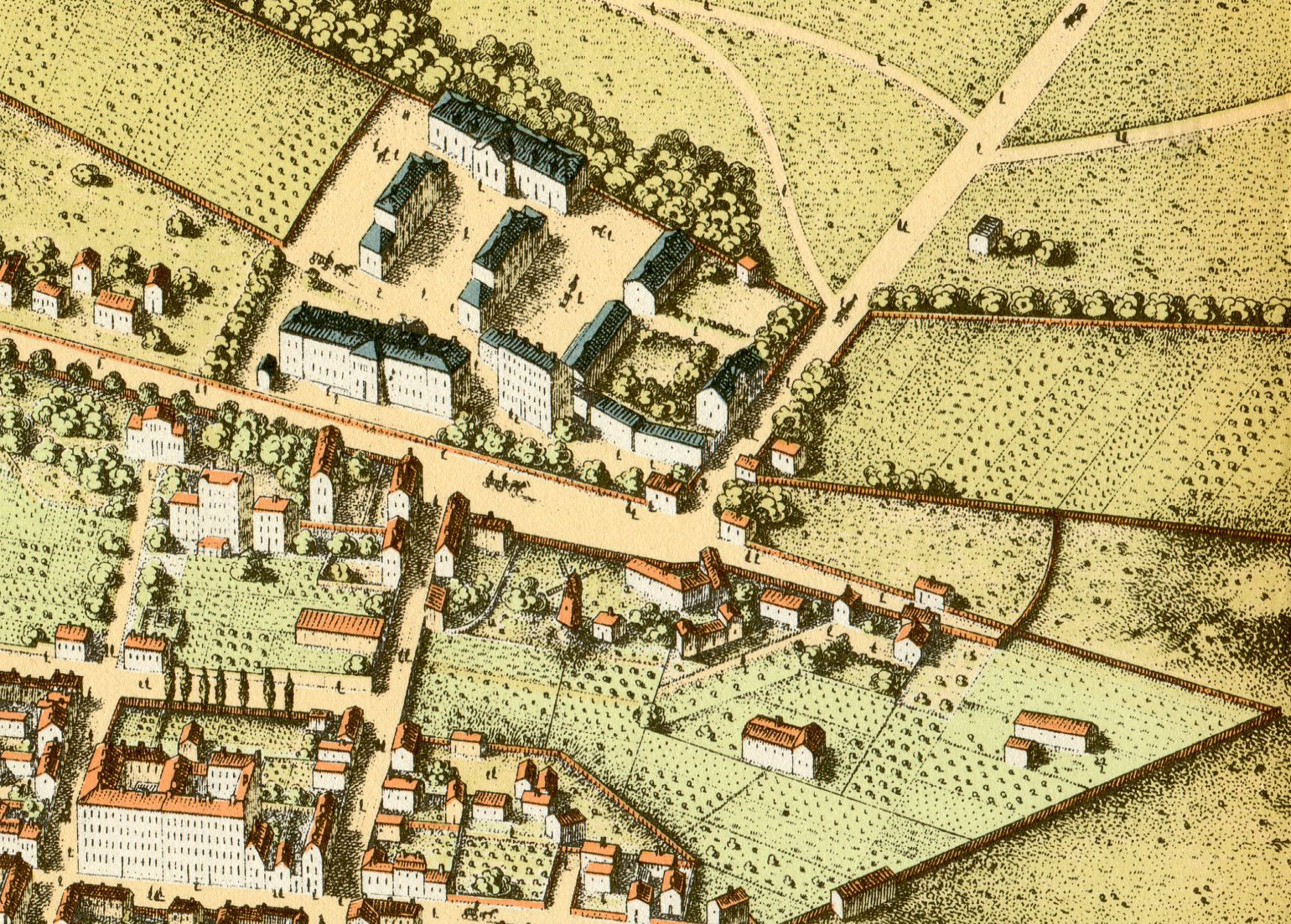
Ladugårdslandstullen på Heinrich Neuhaus panorama, 1870-tal.

Ladugårdslandstullen uppfördes på 1670-talet och fungerade bland annat som tullstation för skärgårdsbor som sökte sig till stadens torg för att sälja varor. Tullen kallades även Hökens port, efter Lars Johan Höök. Han var Karl XI:s djurgårdvaktare och hade sin stuga i Djursborg vid tullen.
Området på andra sidan tullen kallades vid slutet av 1600-talet och på 1700-talet för "Yttersta mörkret".
Vid tullen fanns två tullstugor. Den ena byggdes 1828, medan den andra var äldre. Här fanns även ett tullskrivarboställe, som byggdes 1832. Tullen drogs in på 1860-talet och tullstugorna revs 1896 i samband med att Karlaplan anlades. Tullskrivarbostället användes fram till 1913 som sjukhem för fattiga barn. Därefter revs det.